# УларУмит
Накопительный пенсионный фонд «УларУмит» (каз. ҰларҮміт) — крупный пенсионный фонд Казахстана. Мажоритарным акционером фонда является АО «БТА Банк». Расчёты с клиентами НПФ осуществляет АО «Народный сберегательный банк Казахстана», инвестиционное управление пенсионными активами — АО «Жетысу».

## История
27 ноября 1997 года был основан накопительный пенсионный фонд «Казахтелеком-Умит». Вкладчиками фонда стал весь коллектив «Казахтелекома». В 1998 году акционерами было принято решение о преобразовании фонда в открытый накопительный пенсионный фонд «Умит». В 2000 году произошло присоединение ОННПФ Федерации профсоюзов к НПФ «Умит».
В 2001 году акционеры НПФ «Улар» и НПФ «Умит» приняли решение об объединении фондов на паритетных началах под названием ЗАО «НПФ «УларУмит». В 2005 году пенсионный фонд преобразован в акционерное общество. В том же году пенсионные накопления вкладчиков превысили 100 млрд тенге.
В июне 2010 года активы АО НПФ «Коргау» решением Агентства Республики Казахстан по регулированию и надзору финансового рынка и финансовых организаций решено передать «УларУмит», как наиболее соответствующему предъявляемым требованиям по достаточности объёма активов, ликвидности, устойчивости и наличию государственной поддержки.
В мае 2011 года к фонду «УларУмит» присоединён фонд «БТА Казахстан», что на тот момент привело к увеличению доли «УларУмит» до 20% в пенсионном сегменте рынка финансовых услуг республики.
В 2012 году «УларУмит» была создана региональная сеть, состоящая из 21 филиала и более 140 отделений, обслуживающих вкладчиков на территории всей республики.

## Деятельность

### Показатели
На 1 января 2014 года:
- пенсионные активы более 442, 957 млрд. тенге (порядка 2,86 млрд дол.США)
- количество вкладчиков 1 377 357 человек
- начисленный инвестиционный доход 121,151 млрд. тенге (порядка 781,6 млн.дол.США)
- пенсионные выплаты с начала деятельности более 66, 7 млрд. тенге (порядка 430,4 млн. дол.США)
- собственный капитал 14,768 млрд тенге (порядка 95,3 млн.дол.США)
- уставный капитал 11,812 млрд тенге (порядка 76 млн.дол.США)

## Собственники и руководство

### Акционеры
В 1997 году первым акционером стал АО «Казахтелеком», а затем ведущие банки, финансовые и промышленные компании[кто?]. С 2010 года основным акционером «УларУмит» является БТА банк.

### Руководство
Председателем совета директоров фонда является Анвар Галимуллаевич Сайденов, председателем правления с ноября 2011 года является Сахипов Даулет Мухтарович.